# 茨城県立並木中等教育学校
茨城県立並木中等教育学校（いばらきけんりつ なみきちゅうとうきょういくがっこう、英称：Namiki Secondary School）は、茨城県つくば市並木にある県立中等教育学校。

## 概要
つくばエクスプレス沿線に位置し、茨城県内で最初に開校した公立中高一貫校（入学試験を課さない連携型を除く）である。2012年度スーパーサイエンスハイスクール制度指定校。
2021年度(令和3年度)の入学志願者数は募集定員160人(男女各80人)のところ601人で倍率は3.76倍であった。2015年度において生徒はつくば市、牛久市、土浦市を中心に県南・県西地区の小学校出身者が多かったが、県央・鹿行地区や茨城県外の小学校出身者もいた。
校章のコンセプトは「本校の所在地、筑波研究学園都市の街路樹の並木、唐かえでの葉を組み合わせて図形化したもの。豊かな可能性に満ちた多様な個性をもつ青少群像が、それぞれに鋭く未来を指向しながら、校訓の自制、自律、自尊を自己啓発の糧として、限りなく発展する姿を表している。」
1. ↑  “令和4年度茨城県立中学校及び茨城県立中等教育学校の入学志願者数等について”.   茨城県教育委員会. 2022年2月1日閲覧。
2. ↑  “出身小学校別生徒数”.   茨城県立並木中等教育学校 (2015年). 2016年1月23日閲覧。
3. ↑  平成20年度入学者用生徒手帳より

## 設置学科

### 後期課程
- 全日制・単位制課程
  - 普通科

## 沿革
2008年（平成20年）4月に開校した。母体校の県立並木高等学校は、地元住民の署名運動などの要望を受けて1984年に開校したが、2011年度に高校募集を停止し、2013年度に中等教育学校へ移行した。
- 2006年（平成18年）
  - 3月15日 - 平成18年2月策定「県立高等学校再編整備の後期実施計画」を県議会が承認
  - 4月3日 - 茨城県立並木高等学校本館1階に中等教育学校準備室を設置
- 2007年（平成19年）9月27日 - 県議会で校名が「茨城県立並木中等教育学校」に決定
- 2008年（平成20年）4月8日 - 茨城県立並木中等教育学校が開校。開校式並びに第1回入学式を挙行。
- 2012年（平成24年）4月1日 - 文部科学省からスーパーサイエンスハイスクール(SSH)の指定を受ける（指定期間は5年間）

## 教育方針
Be A Top learner!
「自制」「自律」「自尊」を全ての教育活動の根本概念とした，次代の日本・世界の発展を担う人間力を備えた人材の育成
- 科学教育
- 人間教育
- 国際理解教育

- 一時は「ノーベル賞からオリンピックまで」という標語が掲げられていた[いつ?]。

## 校歌
- 校歌
  - 発表　1985年（昭和60年）12月11日
  - 作詞　谷川俊太郎
  - 作曲　小室等

## 学校行事

### 全校行事
- 5月 生徒総会
- 6月 かえで祭（文化祭）
- 9月 スポーツデー
- 10月 ウォークラリー（一泊二日の強歩大会）

### 学年行事
- 学級づくり合宿（1年次、2泊3日 千葉鴨川方面）
- 語学研修（2年次、2泊3日 福島 ブリティッシュヒルズ）
- 前期修学旅行（3年次、2泊3日 京都・広島方面）
- 海外語学研修（4年次の希望者、ニュージーランド）
- 後期修学旅行（5年次）ベトナム

## 生徒会活動・部活動

### 生徒会
筑波研究学園都市研究学園地域内の県立竹園高等学校および茗溪学園と三校交流を行っている（並木高等学校草創期から交流は続いている）。

### 運動部
- 硬式テニス
- バレーボール
- サッカー
- バスケットボール
- 卓球
- ハンドボール
- 水泳
- 陸上競技
- 軟式野球
- 剣道

### 文化部
- 美術
- 吹奏楽
- 写真(美術部写真科)
- 茶華道
- 科学研究
- 囲碁将棋
- 演劇
- 文芸
- 英語
- 弦楽アンサンブル
- 鉄道研究同好会
- 放送同好会

## 交通
- 首都圏新都市鉄道つくばエクスプレスつくば駅（つくばセンター）、JR常磐線荒川沖駅などからバス、「学園並木」下車徒歩1分。または「並木大橋」下車徒歩約3分。

## 学校関係者と組織

### 著名な出身者
※旧並木高等学校の出身者。
- 清水直子 - ベルリン・フィルハーモニー管弦楽団首席ビオラ奏者
- 黒田俊幸 - お笑いタレント（ダブルブッキング）
- 佐藤友花（英語版） - アーティスティックスイミング選手

## 周辺
つくば市東南部・筑波研究学園都市研究学園地区内に位置し、周辺には産業技術総合研究所や筑波宇宙センター、NIMSなどの研究機関がある。